# カール・アントン・ブレートシュナイダー

ブレットシュナイダーの公式を使用すると、すべての辺の長さが既知であれば、一般的な四角形の面積を計算できる。

カール・アントン・ブレートシュナイダー（独: Carl Anton Bretschneider、1808年5月27日 - 1878年11月6日）は、ドイツのゴータ出身の数学者、ジュリスト。幾何学や数論、及びその歴史について研究したことで知られている。 対数積分や数表についても研究していた。オイラー定数のシンボルとして {\displaystyle \gamma } を用いた最初の数学者と言われている。ブレートシュナイダーの公式の発見で最もよく知られている。
{\displaystyle S={\sqrt {(s-a)(s-b)(s-c)(s-d)-abcd\cdot \cos ^{2}\left({\frac {\alpha +\gamma }{2}}\right)}},}
四角形において、辺をそれぞれ {\displaystyle a,b,c,d}、その半周長を {\displaystyle s}、対角を {\displaystyle \alpha ,\gamma } としたときに、上記の式により面積 {\displaystyle S} を求めることができることを発見した。

## 経歴
彼は、神学者で主任司祭のカール・ゴットリープ・ブレートシュナイダー（英語: Karl Gottlieb Bretschneider）と、アルテンブルク出身のシャルロット・ハウシルト（Charlotte Hauschild）の息子に生まれた。
ギムナジウム・エルネスティーネ・ゴータに通学した。父の依頼でフリードリヒ・ヴィルヘルム・デーリングからラテン語を教わったが、彼の秘めたる興味は数学、物理学、地理学、歴史学の研究に向かった。学校では、時間確保のため、自ら仲間から孤立した。また、フリードリヒ・クリスティアン・クリースの授業で一番だった彼は、クリースから高等数学 (Further Mathematics) の教育を受けた。1826年のイースターのマトゥーラでは、数学で首位を獲得、他の科目でもよい成績を収めた。しかし、父によって自然科学や数学の研究への道は閉ざされた。
その結果、1826年からは、後に哲学部の講師、そして数学や天文学の講師になることを望みつつ、ライプツィヒで法律学を勉強し始めた。その間もひっそりと、数学や物理学や天文学の勉強をした。また、ハインリッヒ・ウィルヘルム・ブランデスやアウグスト・フェルディナント・メビウスと有益な接触を行った。年内にはとある数学のコンテストで優勝した。
ライプツィヒの王立ザクセンの公証人試験では、優秀な成績を残して公証人になった。1830年夏、大学の法学部より私講師を任命された。次の学期には、ローマ法の歴史とドイツ法の講義を開いた。ブランデスとメビウスも法律学を学んでいたため、カールに非常勤教授の職務を与えようとしたが、父の命でそれを辞した。1829年以降、数学と物理学の個人講義を受け、好みの科目の教師になる準備をした。
1831年末、ライプツィヒの悪天候で病気を患い、医師の勧めに従いゴータに帰還した。聡明な家庭医が父の心を開き、1835年秋、カールの父は息子に職業の自由を許した。
時が経ち、カールは自然科学の専門職を離れ、1835年には、Gymnasium illustreの数学講師の助手として、老いたクリースの授業の一部を継ぎ、公立学校の良い教導例を作った。
1836年の復活祭では、ゴータに新設されたレアルギムナジウムの数学と物理学の教授になり、亡くなるまでゴータにとどまった。また、ドイツ宮廷会議の顧問官にも任命された。

## 私生活
カールは2回、妻を亡くし延べ3回結婚している。1872年以降は、病床に伏し活力を失った。カールが亡くなった1879年、息子Alfredが死亡記事を発表した。他の息子に、プラウエンのギムナジウム教師であるポール・ブレートシュナイダーがいる。

## 出版物
- Carl Anton Bretschneider (1837年). "Theoriae logarithmi integralis lineamenta nova". Crelle Journal, vol.17, p. 257-285 (1835年提出)

## 参照
- ヘロンの公式
- ブラーマグプタの公式